# Ocotea moaensis
Ocotea moaensis är en lagerväxtart som beskrevs av Johannes Bisse. Ocotea moaensis ingår i släktet Ocotea och familjen lagerväxter. Inga underarter finns listade i Catalogue of Life.